# Wolf Trap
Wolf Trap é uma Região censo-designada localizada no estado norte-americano da Virgínia, no Condado de Fairfax.

## Demografia
Segundo o censo norte-americano de 2000, a sua população era de 14.001 habitantes.

## Geografia
De acordo com o United States Census Bureau tem uma área de 24,0 km², dos quais 24,0 km² cobertos por terra e 0,0 km² cobertos por água.

## Localidades na vizinhança
O diagrama seguinte representa as localidades num raio de 8 km ao redor de Wolf Trap.